# محمد السبع
محمد السبع (29 مارس 1923 - 5 أبريل 2007)، ممثل مصري.

## عن حياته
محمد سعيد بيك السبع ولد في قرية نوسا الغيط وهي إحدى القرى التابعة لمركز أجا في محافظة الدقهلية , والده كان عمده قرية نوسا الغيط ينتمى إلى عائلة كبيرة فكان اخوة الأكبر وكيل نيابه مدينة سمالوط مراكز محافظة المنيا , توفي والده وكان عمره حينها 5 سنوات وانتقل مع اخوه الأكبر إلى مدينة سمالوط لمده عامين ورجع بعدها مره اخري قرية نوسا الغيط . التحق بمدرسه اجا الابتدائية والمرحلة الثانوية كانت بالمدرسة الصناعية المنصورة . 
حصل على بكالوريوس الفنون المسرحية، وشارك في عشرات الأعمال بداية من أربعينيات القرن الماضي، وعرف بأدواره في المسلسلات التاريخية، من أبرز أعماله (آمال، سكة السلامة، من قصص القران الكريم). وهو والد الممثلة المعتزلة عن التمثيل صفاء السبع

## وفاته
توفي في 5 إبريل 2007 بعد صراع طويل مع مرض السرطان عن عمر يناهز 84 سنة .

## روابط خارجية
- محمد السبع على موقع الدهليز
- محمد السبع على موقع قاعدة بيانات الأفلام العربية